# Onville
Onville és un municipi francès situat al departament de Meurthe i Mosel·la i a la regió del Gran Est. L'any 2007 tenia 528 habitants.

## Demografia

### Població
El 2007 la població de fet d'Onville era de 528 persones. Hi havia 175 famílies, de les quals 48 eren unipersonals (20 homes vivint sols i 28 dones vivint soles), 40 parelles sense fills, 67 parelles amb fills i 20 famílies monoparentals amb fills.
La població ha evolucionat segons el següent gràfic:
Habitants censats

### Habitatges
El 2007 hi havia 198 habitatges, 177 eren l'habitatge principal de la família, 7 eren segones residències i 14 estaven desocupats. 175 eren cases i 23 eren apartaments. Dels 177 habitatges principals, 142 estaven ocupats pels seus propietaris, 32 estaven llogats i ocupats pels llogaters i 4 estaven cedits a títol gratuït; 2 tenien una cambra, 1 en tenia dues, 22 en tenien tres, 45 en tenien quatre i 108 en tenien cinc o més. 113 habitatges disposaven pel capbaix d'una plaça de pàrquing. A 81 habitatges hi havia un automòbil i a 81 n'hi havia dos o més.

### Piràmide de població
La piràmide de població per edats i sexe el 2009 era:
| Homes | Edats   | Dones |
| ----- | ------- | ----- |
| 0     | 95 o +  | 0     |
| 0     | 90 a 94 | 4     |
| 8     | 85 a 89 | 12    |
| 0     | 80 a 84 | 4     |
| 8     | 75 a 79 | 40    |
| 24    | 70 a 74 | 8     |
| 20    | 65 a 69 | 20    |
| 4     | 60 a 64 | 4     |
| 4     | 55 a 59 | 12    |
| 16    | 50 a 54 | 24    |
| 20    | 45 a 49 | 20    |
| 12    | 40 a 44 | 4     |
| 12    | 35 a 39 | 28    |
| 12    | 30 a 34 | 20    |
| 16    | 25 a 29 | 16    |
| 8     | 20 a 24 | 8     |
| 20    | 15 a 19 | 4     |
| 4     | 10 a 14 | 8     |
| 20    | 5 a 9   | 24    |
| 28    | 0 a 4   | 12    |

## Economia
El 2007 la població en edat de treballar era de 320 persones, 251 eren actives i 69 eren inactives. De les 251 persones actives 235 estaven ocupades (132 homes i 103 dones) i 16 estaven aturades (4 homes i 12 dones). De les 69 persones inactives 17 estaven jubilades, 25 estaven estudiant i 27 estaven classificades com a «altres inactius».

### Ingressos
El 2009 a Onville hi havia 174 unitats fiscals que integraven 464,5 persones, la mediana anual d'ingressos fiscals per persona era de 20.079 €.

### Activitats econòmiques
Dels 13  establiments que hi havia el 2007, 1 era d'una empresa de fabricació d'elements pel transport, 1 d'una empresa de fabricació d'altres productes industrials, 2 d'empreses de construcció, 4 d'empreses de comerç i reparació d'automòbils, 2 d'empreses de transport, 1 d'una empresa de serveis, 1 d'una entitat de l'administració pública i 1 d'una empresa classificada com a «altres activitats de serveis».
Dels 3 establiments de servei als particulars que hi havia el 2009, 1 era una oficina de correu, 1 taller de reparació d'automòbils i de material agrícola i 1 fusteria.
L'únic establiment comercial que hi havia el 2009 era una carnisseria.
L'any 2000 a Onville hi havia 4 explotacions agrícoles.

## Poblacions més properes
El següent diagrama mostra les poblacions més properes.